# 350-359
De jaren 350-359 (van de christelijke jaartelling) zijn een decennium in de 4e eeuw.

## Gebeurtenissen en ontwikkelingen
Romeinse Rijk
- 350: Keizer Constans I wordt vermoord en wordt opgevolgd door usurpator Magnentius.
- 351: Constantius II verheft Constantius Gallus tot caesar (onderkeizer). Hij wordt verantwoordelijk voor het oostelijke deel van het Romeinse Rijk.
- 353: Slag bij Mons Seleucus. Constantius II verslaat Magnentius, die zelfmoord pleegt.
- 354: Constantius Gallus wordt geëxecuteerd.
- 355: Julianus Apostata volgt hem op.

Godsdienst
- Keizer Constantius II, die het Arianisme is toegedaan, weet in de concilies van Arles en Milaan een veroordeling door te drukken van Athanasius van Alexandrië, die zich terugtrekt in de woestijn.

Gallië
- 356: In de Slag bij Reims boeken de Alamannen een overwinning op generaal Julianus.
- 358: De Salische Franken geven zich over en worden de eerste foederati of bondgenoten.

Azië
- 359: Na een acht jaar durende oorlog (350-358) tegen de Hunnen, hervat de Perzische koning Sjapoer II de Romeins-Perzische oorlogen.

## Heersers

### Europa
- Romeinse Rijk: Constans I (337-350), Constantius II (337-361)
  - caesar: Constantius Gallus (351-354), Julianus Apostata (355-361)
  - tegenkeizer: Magnentius (350-353), Nepotianus (350), Vetranio (350), Constantius Gallus (351-354), Silvanus (355)

### Azië
- Armenië: Tigranes VII (339-ca. 350), Arsjak II (ca. 350-368)
- India (Gupta's): Samudragupta (335-375)
- Japan (traditionele data): Nintoku (313-399)
- Perzië (Sassaniden): Shapur II (309-379)

### Religie
- paus: Julius I (337-352), Liberius (352-366)
  - tegenpaus: Felix II (355-365)
- patriarch van Alexandrië: Athanasius (328-373)
- patriarch van Antiochië: Leontius (344-357), Eudoxius (358-359)

<< · 350 · 351 · 352 · 353 · 354 · 355 · 356 · 357 · 358 · 359 · >>
<< · 300-309 · 310-319 · 320-329 · 330-339 · 340-349 · 350-359 · 360-369 · 370-379 · 380-389 · 390-399 · >>